# Diplazium ternatum
Diplazium ternatum är en majbräkenväxtart som beskrevs av Frederik Michael Liebmann.
Diplazium ternatum ingår i släktet Diplazium och familjen Athyriaceae. Inga underarter finns listade i catalogue of Life.